# La noche eterna. Los días no vividos
La noche eterna. Los días no vividos és un àlbum d'estudi del grup català de música indie Love of Lesbian, gravat amb la productora Music Bus, subsidiaria de Warner Music, i publicat el 22 de maig de 2012. Divuit cançons que conformen un doble disc centrat en la nit i l'anonimat dins d'una gran ciutat. La primera part ens explica tot el que pots arribar a viure durant la nit, l'altre, tot el que deixes de fer per viure la nit. Petites històries que transcorren entre l'ocàs i la matinada. Éssers anònims i noctàmbuls que barregen realitat i ficció i que es mouen entre la cruesa i l'humor.

## Llista de cançons
Disc 1: La noche eterna
| Núm. | Títol                                 | Durada |
| ---- | ------------------------------------- | ------ |
| 1.   | «La noche eterna»                     | 7:59   |
| 2.   | «Los seres únicos»                    | 4:05   |
| 3.   | «Si tú me dices Ben, yo digo Affleck» | 4:37   |
| 4.   | «Nada»                                | 3:59   |
| 5.   | «Belice»                              | 5:07   |
| 6.   | «Pizzigatos»                          | 3:31   |
| 7.   | «667»                                 | 3:40   |
| 8.   | «Cínicamente muertos»                 | 3:52   |
| 9.   | «Orden de desahucio en mi menor»      | 1:24   |
| 10.  | «Oniria e Insomnia»                   | 5:07   |

Disc 2: Los días no vividos
| Núm. | Títol                              | Durada |
| ---- | ---------------------------------- | ------ |
| 1.   | «Nadie por las calles»             | 4:47   |
| 2.   | «El hambre invisible»              | 5:09   |
| 3.   | «Wio, antenas y pijamas»           | 4:00   |
| 4.   | «Si salimos de ésta»               | 4:21   |
| 5.   | «Tercero segunda»                  | 1:24   |
| 6.   | «Los días no vividos»              | 3:14   |
| 7.   | «Radio Himalaya»                   | 3:17   |
| 8.   | «Los toros en la Wii (fantástico)» | 6:07   |

## Vendes
El disc fou número 1 en vendes a Espanya en la seva primera setmana (21-27 de Maig)

## Crèdits
La noche eterna. Los días no vividos, ha estat concebut entre els estudis de la Casamurada, Blind Reconrds i Music Lan sota la producció de Ricky Falkner, Florenci Ferrer i Santos Berrocal. Enginyer de so: Jordi Mora. Masterització IMPAC MASTERING.
Love of Lesbian són:
Santi Balmes: Veu + piano i sintetitzador
Julian Saldarriaga: Guitarra elèctrica, acústica, sintetitzador, secuenciador, percussió i cors
Jordi Roig: Guitarra elèctrica
Joan Ramon Planell: Baix
Oriol Bonet: Bateria
Han col·laborat:
Dani Ferrer: Trompa
Ricky Falkner: piano, sintetitzador, hammond, baix, guitarres, percussió i cors
Florenci Ferrer: Piano, sintetitzador, hammond i cors
Santos Berrocal: Percussió i cors